# Salsola gaetula
Salsola gaetula är en amarantväxtart som beskrevs av René Charles Maire. Salsola gaetula ingår i släktet sodaörter, och familjen amarantväxter. Inga underarter finns listade i Catalogue of Life.